# Endacinus
Endacinus is een monotypisch geslacht van schimmels uit de familie van de Sclerodermataceae. Het bevat alleen de soort Endacinus tinctorius.